# Maria Paz Mendoza-Guazon

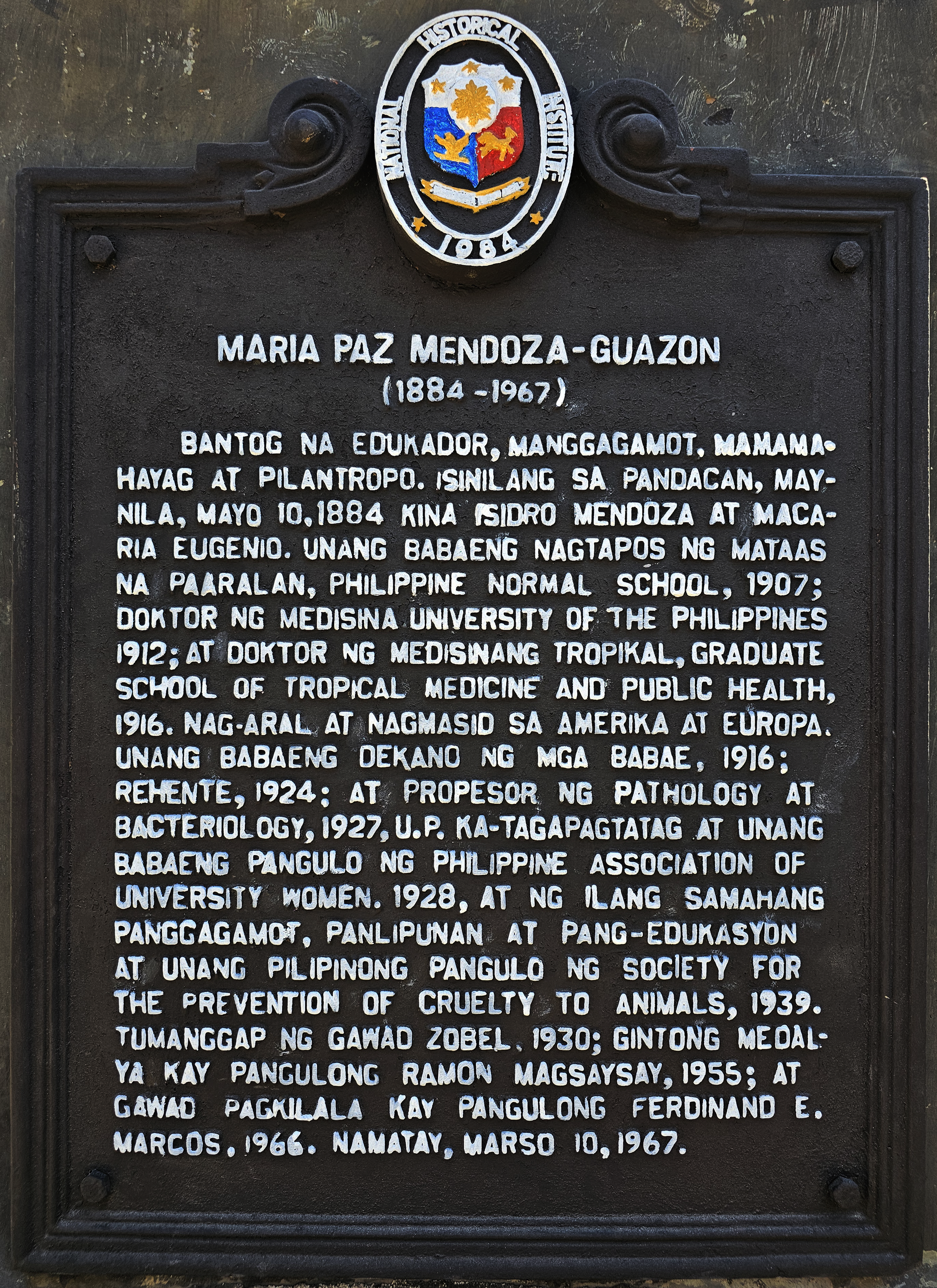

Maria Paz Mendoza-Guazon (Manilla, 10 mei 1884 – 10 maart 1967) was een van de eerste vrouwelijke dokters van de Filipijnen en de eerste die in de Filipijnen werd opgeleid. Mendoza-Guazon was tevens de eerste vrouwelijke hoogleraar pathologie en bacteriologie aan de University of the Philippines. Ook was ze de eerste vrouw in Board of Regents (Raad van Bestuur) van deze universiteit.

## Levensloop
Maria Paz Mendoza werd geboren op 10 mei 1884 in Pandacan in de Filipijnse hoofdstad Manilla. Ze studeerde aan de Philippine Normal School (een voorloper van de Philippine Normal University), waar ze in 1905 haar middelbareschooldiploma als docent behaalde. Daarna studeerde ze medicijnen aan de University of the Philippines. Als student won ze in haar vierde jaar een prijs voor haar paper Infantile Beri-Beri (over beriberi bij jonge kinderen). De prijs werd gedoneerd door kinderarts dr. Jose Albert. Ze was in 1912 de eerste vrouwelijke student die in de Filipijnen de studie medicijnen voltooide en de derde vrouwelijke Filipijnse dokter. 
Na haar afstuderen werkte ze als arts in het Philippine General Hospital. Vanaf 1914 doceerde ze pathologie en bacteriologie aan University of the Philippines. Daarnaast voltooide ze in 1916 een opleiding aan de School of Tropical Medicine en was daarmee de eerste vrouwelijke doctor Tropische Medicijnen in de Filipijnen. In 1919 ontving Mendoza-Guazon een beurs waarmee ze een vervolgopleidingen deed aan de universiteiten van Chicago, Columbia en Havard. Ook bezocht ze de Universiteit van Londen en de Universiteit van Parijs voor nader onderzoek. In 1921 keerde ze weer terug in de Filipijnen. In 1922 werd Mendoza-Guazon aangesteld als universitair hoofddocent pathologie en bacteriologie aan de UP. Vier jaar later volgde promotie tot hoogleraar van dezelfde leerstoel. Ze bekleedde deze functie van 1927 tot 1933. In 1928 werd ze Regent van de University of the Philippines (lid van de Raad van Bestuur van de universiteit). Ze was daarmee de eerste vrouwelijke Regent.
Mendoza-Guazon schreef vele wetenschappelijke artikelen en papers. De meeste verschenen in Journal of Science en in Journal of the Philippine Medical Organisation. Daarnaast schreef ze over andere onderwerpen. Een bekend stuk van haar hand is Development and Progress of the Philippine Women. Met haar boek Notas de Viaje (1929) won ze in 1930 de Premio Zobel, een literatuurprijs voor Filipijnse schrijvers in de Spaanse taal. In 1931 publiceerde ze het boek My Ideal Filipino Girl.
Mendoza-Guazon ontving in 1966 van president Ferdinand Marcos een Presidential Medal of Merit en overleed een jaar later op 82-jarige leeftijd aan de gevolgen van een hartaanval. Ze trouwde in 1913 met dokter Potenciano Guazon, bekend als de eerste Filipijnse chirurg in het Philippine General Hospital. Hij overleed in 1924. De straat Calle Otis in Manilla werd ter ere van haar hernoemd naar Maria Paz Mendoza Guazon Street.